# Erina Yamane
Erina Yamane (山根 恵里奈 Yamane Erina?,  nacida el 20 de diciembre de 1990 en Hiroshima) es una futbolista japonesa que jugaba como guardameta.
Yamane jugó 23 veces para la selección femenina de fútbol de Japón entre 2010 y 2017. Yamane fue elegida para integrar la selección nacional de Japón para los Copa Mundial Femenina de Fútbol de 2015.

## Trayectoria

### Clubes
| Club                | País   | Año         |
| ------------------- | ------ | ----------- |
| TEPCO Mareeze       | Japón  | 2009 - 2011 |
| JEF United Chiba    | Japón  | 2012 - 2017 |
| Real Betis Balompié | España | 2017 - 2019 |
| Jef United Chiba    | Japón  | 2019-2021   |

### Selección nacional
| Selección | País  | Año         |
| --------- | ----- | ----------- |
| Absoluta  | Japón | 2010 - 2017 |

## Estadística de equipo nacional
| Selección femenina de fútbol de Japón | Selección femenina de fútbol de Japón | Selección femenina de fútbol de Japón |
| Año                                   | Partidos                              | Goles                                 |
| ------------------------------------- | ------------------------------------- | ------------------------------------- |
| 2010                                  | 1                                     | 0                                     |
| 2011                                  | 0                                     | 0                                     |
| 2012                                  | 0                                     | 0                                     |
| 2013                                  | 3                                     | 0                                     |
| 2014                                  | 9                                     | 0                                     |
| 2015                                  | 5                                     | 0                                     |
| 2016                                  | 3                                     | 0                                     |
| 2017                                  | 2                                     | 0                                     |
| Total                                 | 23                                    | 0                                     |